# Ecsegfalva
Ecsegfalva község Békés vármegye Gyomaendrődi járásában.

## Fekvése
Békés vármegye északnyugati szélén fekszik, Gyomaendrődtől északkeletre, Kisújszállás és Dévaványa közt, a Hortobágy-Berettyó partján. Szomszédai: északkelet felől Bucsa, kelet felől Kertészsziget, dél felől Dévaványa, délnyugat felől Túrkeve, északnyugat felől pedig Kisújszállás. Meglehetősen kevés híja van annak, hogy közigazgatási területei nem érintkeznek észak felől még Karcag határszélével is.

### Megközelítése
A községen végighúzódik, nagyjából északnyugat-délkeleti irányban a Kisújszállás-Körösladány közti 4205-ös út, közúton csak ezen érhető el a két végponti település irányából. Minthogy pedig Kisújszálláson áthalad a keleti országrész talán legfontosabb főútjának tekinthető 4-es főút, azon az ország úgyszólván minden távolabbi része felől könnyen elérhető.
A hazai vasútvonalak közül a települést a Kisújszállás–Dévaványa–Gyoma-vasútvonal érintette, amelynek egy megállási pontja volt a község területén (Pusztaecseg vasútállomás), ám a vonal itteni szakaszát már évtizedekkel ezelőtt bezárták, sőt fel is szedték a vágányok és más felépítményi elemek nagy részét. Jelenleg így a településhez legközelebb eső mindkét vasútállomás közel azonos távolságra, nagyjából 15-15 kilométerre található: Kisújszálláson a Budapest–Záhony-vasútvonal Kisújszállás vasútállomása és Dévaványán a Körösnagyharsány–Vésztő–Gyoma-vasútvonal Dévaványa vasútállomása.

## Története
A korábban Heves vármegyéhez tartozó Ecseg nevét az oklevelek 1219-ben említették először.
Ecsegfalva a Körös-Sárrét északi peremén fekvő település, 1949 óta önálló község. Határán folyik a Hortobágy-Berettyó főcsatorna. A falu őse Ecseg, már az Árpád-korban is lakott hely volt. 1505-ben II. Ulászló, Bessenyei Györgynek és Tarcsai Nagy Demeter nejének adományozta. A település a török hódítás alatt elpusztult. A 18. században az addigi vizes, mocsaras környéket – az 1786-ra befejeződő vízrendezési munkálatoknak köszönhetően – szabályozták, ekkor kezdődhetett a földművelés, növénytermesztés a vidéken.
A 19. század közepén e terület puszta volt, Külső-Szolnok megyében Pusztaecseg, Ecsegpuszta, illetve Ecseg néven. Fényes Elek szerint Ecseget 10 katolikus és 50 református lakja. Földbirtokosa a Magyar Katolikus Vallásalap és a Borbély-család. A földbirtokosok a használhatóbb földterületeket bérbe adták. A 20. század elejére a mai Ecsegfalva területe nagybérlők kezére került.
Ecsegpuszta ekkor a Jász-Nagykun-Szolnok vármegyéhez tartozó Dévaványa része volt. 1889-ben épült a pusztán áthaladó Dévaványa-Kisújszállás vasútvonal (amely sajnos 1973-ban megszűnt), majd 1906 körül elkészült a Dévaványa és Kisújszállás közötti kövesút. A település az 1920-as évek elején kezdett népesülni mikor a Nagyatádi-féle földreform során – a régi elpusztult falu helyétől Templomzugtól mintegy 7 km-re – az ecsegi vasútállomás és a Berettyó által bezárt szögben házhelyeket kezdtek osztani. A pusztaecsegi házhelyosztás Várkonyi Ignác dévaványai főjegyző javaslata volt, mivel oly sok igénylő volt, hogy a Dévaványán kisajátított két telepen már nem jutott hely mindenkinek. Z. Nagy Ferenc dévaványai parasztember, kisgazdapárti politikus – aki később Ecsegen is lakott – visszaemlékezésében leírja, hogy a pusztaecsegi vasútállomás közelében osztottak ki házhelyeket, ahol azelőtt kisparaszti tulajdon nem létezett, az ottani terület kizárólag nagybirtokosok tulajdonában volt.
Az alakuló település központja a vasútállomás lett. Pusztaecseg lakosai már 1937-ben kérvényezték újabb telkek kialakítását, mivel az eddig felépült házak némelyikében 3–4 család is szorongott, de erre csak 1941-ben került sor. Az 1950-es évek eleji újabb építkezésekkel alakult ki a település mai jellege.
A település 1949-ig Dévaványa nagyközség része volt Pusztaecseg néven, ekkor lett önálló a település, majd 1950-ben a község nevét Ecsegfalvára változtatták. Az 1950-es megyerendezéskor a község Jász-Nagykun-Szolnok vármegyétől Békés megyéhez került át. 1950-től Ecsegfalva a gyomai járáshoz tartozott, majd 1966-ban átkerült a szeghalmi járáshoz. 1984-től a járások megszűnésével Gyomaendrőd városi jogú nagyközség környékéhez tartozott. 1981-ben a megyei felsőbb szervek javasolták a községnek, hogy Dévaványával közös tanácsot alakítsanak, ezt a község vezetése és a lakosság is ellenezte, s végül sikerült megtartani az önállóságot jelentő önálló tanácsú község státuszt. A község vezetése a következőképpen indokolta a közös tanács elutasítását. Bár Ecsegfalva azonos távolságra van Kisújszállástól és Dévaványától, de inkább Kisújszállás vonzáskörzetébe tartozik. A községből inkább Kisújszállásra járnak dolgozni is, tanulni is, nem Dévaványára. Az egészségügyi ellátás és az áruellátás szempontjából is Kisújszállást részesítették előnyben az ecsegfalviak. A közös tanács létrehozásával a község népesség megtartó ereje is csökkent volna. Az 1970–80-as években a megye szélén az önállóság megtartásáért küzdött a község.
Ecsegfalva népessége 1949-ben már elérte az 1958 főt, ez a szám 1960-ban 2223-ra nőtt, majd ez a szám folyamatosan csökkenni kezdett. Az 1970–80–90-es években a lakosság nagymértékű csökkenése következett. 2003 végére kisebb mértékben nőtt a lakónépesség (1446 fő), amely főleg a bevándorlásnak köszönhető.
Ecsegfalvára az 1920-as években vegyesen települtek reformátusok és katolikusok. A reformátusok főként Dévaványáról, a katolikusok Endrődről érkeztek. 
1938-ban a dévaványai egyházközség állandó káplánt helyezett ki Pusztaecsegre a fiatal, ambiciózus lelkész, Benke István személyében. A templom építése – lakossági pénzgyűjtő akció után – 1942-ben kezdődött el. 1994-ben Kay Lajos amerikai-magyar festő oltárkép adományával gazdagodott a templom.
Az első elemi iskolát a Magyar Katolikus Vallásalap hozta létre az épülő településen 1925-ben. Első tanító 1928-ig Nacsádi Árpád volt, őt Lengyel Károlyné Bárány Klára váltotta, aki 33 évig, haláláig Ecsegfalván tanított. 1930-ban készült el a református egyház iskolája, melynek első tanítói Ritoók Sándor és felesége voltak.
Pusztaecseg lakossága főként földműveléssel és állattenyésztéssel foglalkozott. A legfontosabb szántóföldi növény a búza volt. Állattartásban a juhtenyésztés szerepe volt hangsúlyos. Pusztaecsegen 1945 márciusában alakult meg a földosztó bizottság. A földreform során kisajátították a vallásalap földjeit, a földigénylők 25 kat. hold földet kaphattak, legfeljebb 350 aranykorona értékben.
Nem sokáig művelhették saját tulajdonban a földjüket a gazdák, mivel Ecsegfalva önálló községgé alakulása, egybeesett a mezőgazdaság kollektivizálásának kezdeteivel. Először a Nagykunsági Állami Gazdaság alakult meg kenderes-szigeti központtal 1947-ben, majd mezőgazdasági gépállomás is létesült a községben. Az első termelőszövetkezet 1948-ban alakult meg Vörös Csillag néven. 1952-ben már 8 tsz működött a községben. 1959-ben a megszűnések és átszervezések miatt maradt 3 tsz egyesült Egyetértés Mezőgazdasági Termelőszövetkezet néven.
Egyik legfontosabb termesztett növénye a búza mellett a rizs volt, 1957-ben már 1200 kat. holdon folyt a rizstermesztés az állami gazdaságban.
A község környéke máig megőrizte természetes szépségét, gazdag madárvilág jellemzi. 1984-ben nyilvánították védetté és hozták létre az Ecsegpusztai Természetvédelmi Területet. A környék kiválóan alkalmas vadászat céljára és az ebből adódó vadászturizmusra. 
Z. Nagy Ferenc szerint a Pusztaecsegre kitelepülők az első évek nehézségeinek leküzdése után, jobb anyagi körülmények közé kerültek, mint a dévaványaiak. Az itt élők jóval haladóbb szelleművé váltak, ez az anyaközségre is kihatással lett. Megtudhatjuk tőle azt is, hogy a bérlők saját költségükön létesítettek állatférőhelyeket, a legelőket nem osztották fel, hanem közösen használták. Közösen fogadtak pásztort, közösen értékesítették a haszonbér búzát. Közösen szereztek be gabonatisztító gépeket, majd közösen létesítettek öntözéssel rizstelepet. Így láthatjuk, hogy Ecsegfalva megalakulását, életben maradását és fejlődését az összefogásnak köszönheti.

## Közélete

### Polgármesterei
| Polgármester | Polgármester         | Polgármester |                                    |
| ------------ | -------------------- | ------------ | ---------------------------------- |
| 1990–1994    | Dr. Szoboszlai Árpád | független    |                                    |
| 1994–1998    | Dr. Szoboszlai Árpád | független    |                                    |
| 1998–2002    | Dr. Szoboszlai Árpád | független    |                                    |
| 2002–2004    | Dr. Szoboszlai Árpád | független    | hivatalában elhunyt                |
| 2004–2006    | Bálint Józsefné      | független    | Időközi választás: 2004. július 18 |
| 2006–2010    | Bálint Józsefné      | független    |                                    |
| 2010–2014    | Kovács Mária         | független    |                                    |
| 2014–2019    | Kovács Mária         | független    |                                    |
| 2019–2024    | Galambos István      | független    |                                    |
| 2024–        | Galambos István      | független    |                                    |

## Népesség
| Lakosok száma | 1274 | 1271 | 1164 | 1090 | 1062 | 1064 | 1009 |
|               | 2013 | 2014 | 2019 | 2021 | 2022 | 2023 | 2024 |

2001-ben a település lakosságának közel 100%-a magyar nemzetiségűnek vallotta magát.
A 2011-es népszámlálás során a lakosok 87,8%-a magyarnak, 0,9% cigánynak, 0,2% románnak mondta magát (12,1% nem nyilatkozott; a kettős identitások miatt a végösszeg nagyobb lehet 100%-nál). A vallási megoszlás a következő volt: római katolikus 7,1%, református 10,3%, evangélikus 0,2%, felekezeten kívüli 65,3% (16,8% nem nyilatkozott).
2022-ben a lakosság 92,3%-a vallotta magát magyarnak, 1,2% cigánynak, 0,2% németnek, 0,1-0,1% szlováknak, szlovénnek és horvátnak, 1,9% egyéb, nem hazai nemzetiségűnek (7,7% nem nyilatkozott; a kettős identitások miatt a végösszeg nagyobb lehet 100%-nál). Vallásuk szerint 10,8% volt református, 8,1% római katolikus, 0,5% görög katolikus, 0,1% egyéb keresztény, 0,6% egyéb katolikus, 43,7% felekezeten kívüli (36,3% nem válaszolt).

## Nevezetességei
- Túzok-rezervátum.
- Jézus Szíve templom
- Hortobágy-Berettyó folyó
- Körös-Maros Nemzetipark